# Amissidens hainesi
Amissidens hainesi är en fiskart som först beskrevs av Kailola 2000.  Amissidens hainesi ingår i släktet Amissidens och familjen Ariidae. Inga underarter finns listade i Catalogue of Life.